# ريتشارد برنس
ريتشارد برنس (بالإنجليزية: Richard Prince)‏ هو مصور ورسام أمريكي، ولد في 6 أغسطس 1949 في منطقة قناة بنما في الولايات المتحدة.

## وصلات خارجية
- الموقع الرسمي
- ريتشارد برنس على موقع مونزينجر (الألمانية)
- ريتشارد برنس على موقع ميوزك برينز (الإنجليزية)
- ريتشارد برنس على موقع ديسكوغز (الإنجليزية)